# انتفاضة جي في بي 1987-1989
كانت انتفاضة جي في بّي 1987-1989 (تعرف أيضًا باسم ثورة 1988-1989 أو متاعب جي في بّي) عبارة عن ثورة مسلحة بقيادة حركة جاناثا فيموكثي بيرامونا (جبهة تحرير الشعب) الماركسية ضد حكومة سيريلانكا، التي كانت بقيادة الرئيس جي. آر. جيوردين. فشلت الانتفاضة، مثلما فشل التمرد الذي سبقها وحدث في عام 1971. كانت الانتفاضة عبارة عن صراع منخفض الحدة دام منذ أبريل، 1987 حتى ديسمبر، 1989. لجأت حركة جي في بّي إلى التخريب والاغتيالات والغارات والهجمات على الأهداف المدنية والعسكرية، في الحين الذي ردت فيه حكومة سيريلانكا من خلال عمليات مكافحة التمرد لقمع الانتفاضة.
قاد الفرع العسكري لحركة جي في بّي حرب العصابات التابعة للانتفاضة، وهو حركة ديشابريمي جاناتا فياباريا (أو حركة الشعب الوطنية). بلغت الانتفاضة ذروتها في عام 1988 وأثرت على جميع المدنيين السريلانكيين بما في ذلك أولئك الذين لا مصالح سياسية لهم في الوضع. بدأ هجوم العصابات الموالية للحكومة على المدنيين بعد إعادة انتخاب الرئيس راناسينغ بريماداسا. سرعان ما بدأت فترة من عمليات القتل الجماعي الحكومية بعد إيقاف إطلاق النار في الحرب الأهلية السيرلنكية وطرد قوات حفظ السلام الهندية، مما أدى إلى موت العديد من المدنيين السريلانكيين والعديد من المغتربين الهنود.
حصلت حركة جي في بّي على دعم من عدوها سابقًا، حزب الحرية السريلانكي(إس إل إف بّي). مع ذلك، انهار هذا التحالف بعد مشاركة حزب الحرية السريلانكي في الانتخابات الإقليمية التي قاطعتها حركة جي في بّي وحركة نمور تحرير التاميل-إيلام (إل تي تي إي) علنًا. رفعت الحكومة الحظر عن كلا الحزبين في عام 1987 على أمل مشاركتهما في الانتخابات، لكن هذه المحاولة باءت بالفشل في نهاية المطاف. شهدت الدولة على مدى عامين حالة قتالية كبيرة للشباب والعمال، والإعدام الجماعي، والاغتصاب والنزاعات. تسببت الميليشيات المناهضة لحركة جي في بّي بأعمال عنف، بما في ذلك الجيش الأحمر الشعبي اليساري (بّي آر آر إيه).
في عام 1989، أطلقت قوات سريلانكا المسلحة العملية المشتركة. رغم مقتل الثائر روهانا ويجاييرا، لم تنتهي الانتفاضة فعليًا. تصاعد العنف عندما تولى القيادة كيرثي فيجاياباهو زعيم دي جي في. نفذ أعضاء دي جي في عمليات في ترينكومالي، المحتلة من قبل حركة نمور تحرير تاميل-إيلام، ضد قوات سريلانكا المسلحة، التي كانت تحاول الحفاظ على السلام داخل الحركة. أعطى مقاتلو تاميل الأسلحة لحركة دي جي في كي تتمكن من العمل كجبهة «ثانية» ضد حكومة سريلانكا. تخلت العديد من المجموعات الصغيرة المناهضة للحكومة عن الكفاح المسلح، لكن المجموعات التي تشكل التهديد الأكبر استمرت، واستمرت حركة دي جي في بتنفيذ العمليات كمجموعة مسلحة حتى ديسمبر، 1989. قال رانجان ويجيراتنا، الذي لعب دورًا رئيسيًا في العملية المشتركة، إنه مستعد لشن عملية مكافحة تمرد مماثلة ضد حركة نمور تحرير تامل. اغتيل في عام 1991. كان ذلك بداية المرحلة الثانية من الصراع بين سريلانكا ونمور تحرير تاميل-إيلام، المعروفة باسم حرب إيلام الثانية.

## خلفية

### تاريخ حركة جاناثا فيموكثي بيرامونا
أسسها الشيوعي روهانا ويجيويرا، تُعرف حركة جاناثا فيموكثي بيرامونا(جي في بّي) بخلفيتها الشبابية الثورية. حُظر التنظيم أكثر من مرة عندما شاركت المجموعة لأول مرة في أعمال الشغب المناهضة لأمريكا في سبعينيات القرن العشرين. منذ ذلك الحين، أطلقت كل من حكومة سريلانكا والإعلام الدولي على الحركة اسم «عصبة تشي غيفارا» (وهو لقب لم تدعيه الحركة). اعتُرف بالمجموعة بدايةً على المستوى الدولي على أنها حزب سياسي عندما شاركت بمؤتمر الشباب الشيوعي في هافانا، كوبا، في عام 1978.

### انتفاضة جي في بّي عام 1971
شنت جي في بي ثورة مفتوحة ضد رئيس وزراء حكومة سيريمافو باندارانايك في أبريل، 1971. رغم أن الحكومة لم تكن على استعداد، فقد تمكنت من قمع الانتفاضة في غضون أسابيع. يُحتمل أن الانتفاضة قد أدت إلى موت من 4000-5000 شخص. قُبض على أكثر من 20 ألف متمرد مشتبه بهم، معظمهم من الصغار في السن، في الفترة التي تلت الانتفاضة، لكن أطلق صراح معظمهم بعد إعادة تأهيلهم. طلبت حكومة سريلانكا المساعدة الهندية، لكن التدخل الهندي كان أقل شهرة في وقت الانتفاضة.
حكم على روهانا ويجيويرا وكبار القادة الآخرين بالسجن وحظرت الجي في بّي من صفتها كحزب سياسي. من ناحية ثانية، أطلق جي. آر. جيوردين سراحهم جميعًا في عام 1977 بعد فوز الحزب الوطني بالانتخابات العامة بعد عملهم على برنامج عفو لأولئك الذين حاكمتهم لجنة العدالة الجنائية المدانة بجرائم شائنة.